# Nemo kapitány és a víz alatti város (minisorozat)
A Nemo kapitány és a víz alatti város (eredeti cím: 20 000 Leagues Under the Sea) 1997-ben bemutatott kétrészes amerikai minisorozat-kalandfilm, amelyet a Village Roadshow Pictures készített Jules Verne hasonló című regénye alapján.

## Szereplők
| Színész                  | Szerep                    | Magyar hang    |
| ------------------------ | ------------------------- | -------------- |
| Michael Caine            | Nemo kapitány             | Helyey László  |
| Patrick Dempsey          | Pierre Arronax professzor | Fazekas István |
| Mia Sara                 | Mara                      | Urbán Andrea   |
| Bryan Brown              | Ned Land szigonyos        | Dörner György  |
| Adewale Akinnuoye-Agbaje | Cabe Attucks              | Hankó Attila   |
| John Bach                | Thierry Arronax           | Barbinek Péter |
| Nicholas Hammond         | Saxon                     | Háda János     |
| Peter McCauley           | McCutcheon admirális      | Zana József    |
| Kerry Armstrong          | Lydia Rawlings            | Kovács Nóra    |